# Luc Longley
Lucien James Longley (ur. 19 stycznia 1969 w Melbourne) – australijski koszykarz, występujący na pozycji środkowego, trzykrotny mistrz NBA z drużyną Chicago Bulls, po zakończeniu kariery zawodniczej trener koszykarski.
Jako pierwszy Australijczyk trafił w 1991 do klubu Minnesota Timberwolves po ukończeniu University of New Mexico wybrany w pierwszej rundzie draftu z numerem 7. Po dwóch sezonach został wymieniony z Chicago za Staceya Kinga. W Bulls miał okazję współtworzyć drużynę, która pod wodzą Michaela Jordana trzykrotnie z rzędu zdobyła mistrzostwo Ligi. W 1998 trafił do Phoenix Suns, a po kolejnych dwóch latach do New York Knicks, gdzie zakończył karierę w 2001.
Po zakończeniu kariery w USA był współwłaścicielem klubu Perth Wildcats w australijskiej NBL.

## Osiągnięcia
Na podstawie, o ile nie zaznaczono inaczej.
NCAA
- Uczestnik turnieju NCAA (1991)
- Zaliczony do I składu konferencji Western Athletic (WAC – 1990, 1991)
- Lider konferencji WAC w liczbie[3]:
  - i średniej bloków (1989, 1990)
  - zdobytych punktów (627 – 1990)
  - celnych rzutów z gry (1989, 1990)

NBA
- 3-krotny mistrz NBA (1996–1998)
- Zwycięzca turnieju McDonalda (1997)

Inne
- 2-krotny mistrz SBL (1989, 1990)
- Laureat medalu Gaze'a (1989)
- Zaliczony do:
  - Australijskiej Galerii Sław:
    - Koszykówki (2006)
    - Sportu (2009)

  - Australian Institute of Sport Best Of The Best (2001)

Reprezentacja
- Mistrz turnieju Diamond Ball (2000)
- Uczestnik:
  - igrzysk olimpijskich (1988 – 4. miejsce, 1992 – 6. miejsce, 2000 – 4. miejsce)
  - mistrzostw świata:
    - 1994 – 7. miejsce
    - U–19 (1987 – 5. miejsce)